# Groupe BPCE
Groupe BPCE, Груп Бэ-Пэ-Сэ-Э — французский финансовый конгломерат, вместе с BNP Paribas, Crédit Agricole и Société Générale составляющий «большую четвёрку» банковского рынка страны. На 2017 год четвёртый крупнейший банк Франции и 21-й в мире по размеру активов. С 2011 года входит в число глобально системно значимых банков (исключая 2017 год). Группа BPCE образовалась в 2009 году и состоит из 14 Народных банков (Banque Populaire), сети сберегательных касс (Caisses d’Epargne), инвестиционного банка Natixis и ряда меньших банков и дочерних компаний; обслуживает более 30 млн клиентов, в основном во Франции.

## История
Groupe BPCE образовалась 31 июля 2009 года объединением двух французских форм финансовых институтов, сберегательных касс и народных банков.
Первая сберегательная касса во Франции открылась в Париже в 1818 году, к 1848 году их уже было 364, они имелись почти во всех городах Франции с населением более 10 тысяч жителей. В 1837 году хранение принятых вкладов было централизовано, так появилась единая для страны система сберкасс Caisses d’Epargne. В 1895 году кассы получили право инвестировать принятые сбережения, а с 1950 года также выдавать кредиты. В 1990-х годах начался процесс консолидации сберкасс, если на 1983 год они включали 585 отдельных юридических лиц, то в 1990 году их число было сокращено до 186, а в 1992 году все сберкассы были распределены по 34 юридическим лицам. В 1999 году сберкассы были преобразованы в кооперативные банки (то есть вкладчики стали совладельцами системы сберкасс) и сформировали группу Caisses d’Epargne, в 2004 году купившую инвестиционный банк Ixis.
Первый народный банк был открыт в 1878 году в Анжере для финансирования малого и среднего бизнеса. С 1962 года народные банки начали работать с частными клиентами, в 1998 году группа народных банков (Groupe Banque Populaire) приобрела публичную инвестиционную компанию Natexis.
Сотрудничество Groupe Banque Populaire и Groupe Caisse d’Epargne началось в 2006 году с объединения их инвестиционных структур под названием Natixis.

## Собственники и руководство
Groupe BPCE является объединением (по 50 %) Groupe Banque Populaire и Groupe Caisse d’Epargne, в сумме у них 9 млн кооперативных акционеров. Составляющие группы сохраняют большую долю автономии, в частности работают под собственными брендами, у них отдельные собрания акционеров и отдельное правление. Общими органами группы являются наблюдательный совет, состоящий из 19 членов (по 7 от двух основных структур, 3 независимых члена и 2 представителя сотрудников) и общее правление, состоящее из 5 членов, назначаемых наблюдательным советом.
- Мишель Грас (Michel Grass, род. 12 ноября 1957 года) — председатель наблюдательного совета с 19 мая 2017 года, до этого был председателем совета директоров Banque Populaire Bourgogne Franche-Comté (с 2010 года). С 1987 по 2010 год возглавлял созданную им же группу частных клиник.
- Лоран Миньон (Laurent Mignon, род. 28 декабря 1963 года) — председатель правления с 1 июня 2018 года, член правления с 2013 года, с 2009 по 2018 год был CEO Natixis, а в 2018 году стал председателем совета директоров этой дочерней компании. Также председатель Федерации банкиров Франции и Ассоциации французских банков.

## Деятельность
Основную часть выручки даёт розничный банкинг и страхование (16,5 млрд из 22,1 млрд евро группы в целом), управление активами и частными капиталами приносит 3,4 млрд евро, корпоративный и инвестиционный банкинг — 3,2 млрд евро. Принятые депозиты на конец 2020 года составляли 816 млрд евро, выданные кредиты — 612,5 млрд евро. Активы под управлением 802,1 млрд евро.
Banque Populaire — выручка 6,4 млрд, сотрудников — 30 800.
Caisses d’Epargne — выручка 7 млрд евро, сотрудников — 35 000.
В инвестиционной компании Natixis группе BPCE принадлежит 71 % акций (остальные обращаются на бирже Euronext Paris), в ней работает 23 500 человек. На 2017 год Natixis Global Asset Management была 20-й крупнейшей в мире по размеру активов под управлением, $998 млрд.
Другие банковские группы: Crédit Foncier, BPCE International и Banque Palatine.
В зарубежных филиалах группы работает 11 % сотрудников, в том числе в Европе 3500, Америке 3300, Африке 1300 и в Азии 1200 человек.
|                  | Активы, трлн евро | Депозиты, млрд евро | Собственные средства, млрд евро | Выручка, млрд евро | Чистая прибыль, млрд евро | Рыночная капитализация, млрд евро | Сотрудников, тыс. чел. |
| ---------------- | ----------------- | ------------------- | ------------------------------- | ------------------ | ------------------------- | --------------------------------- | ---------------------- |
| BNP Paribas      | 2,489             | 941                 | 117,3                           | 44,28              | 7,067                     | 53,9                              | 189,5                  |
| Crédit Agricole  | 2,218             | 963                 | 126,5                           | 33,60              | 5,573                     | 38,4                              | 142                    |
| Société Générale | 1,462             | 456,1               | 66,98                           | 22,11              | 0,196                     | 22,5                              | 149                    |
| Groupe BPCE      | 1,446             | 816                 | 78,41                           | 22,54              | 1,610                     | -                                 | 105                    |

Примечание. Данные за 2020 год, рыночная капитализация на июнь 2021 года.